# Paratetrapedia testacea
Paratetrapedia testacea är en biart som först beskrevs av Smith 1854.  Paratetrapedia testacea ingår i släktet Paratetrapedia och familjen långtungebin. Inga underarter finns listade i Catalogue of Life.